# Mistrzostwa Europy w Lekkoatletyce 1954 – bieg na 400 m przez płotki mężczyzn
Bieg na dystansie 400 metrów przez płotki mężczyzn był jedną z konkurencji rozgrywanych podczas V Mistrzostw Europy w Bernie. Biegi eliminacyjne zostały rozegrane 26 sierpnia, półfinałowe 28 sierpnia, a bieg finałowy 29 sierpnia 1954 roku. Zwycięzcą tej konkurencji został reprezentant ZSRR Anatolij Julin. W rywalizacji wzięło udział dwudziestu czterech zawodników z piętnastu reprezentacji.

## Rekordy
| Rekord świata     | Jurij Litujew (SUN)   | 50,4 | Budapeszt, Węgry | 20.09.1953 |
| Rekord Europy     | Jurij Litujew (SUN)   | 50,4 | Budapeszt, Węgry | 20.09.1953 |
| Rekord mistrzostw | Armando Filiput (ITA) | 52,0 | Bruksela, Belgia | 27.08.1950 |

## Wyniki

### Eliminacje
Bieg 1
| Miejsce | Zawodnik           | Czas | Uwagi |
| ------- | ------------------ | ---- | ----- |
| 1       | Sven Olov Eriksson | 53,1 | Q     |
| 2       | Armando Filiput    | 54,0 | Q     |
| 3       | Jan Borgersen      | 54,8 |       |
| 4       | José Fórmiga       | 55,3 |       |

Bieg 2
| Miejsce | Zawodnik      | Czas   | Uwagi |
| ------- | ------------- | ------ | ----- |
| 1       | Jurij Litujew | 51,1   | Q CR  |
| 2       | Kurt Bonah    | 54,0   | Q     |
| 3       | Gerald Wicher | 55,9   |       |
| 4       | Aydin Tunali  | 1:00,2 |       |

Bieg 3
| Miejsce | Zawodnik       | Czas | Uwagi |
| ------- | -------------- | ---- | ----- |
| 1       | Anatolij Julin | 52,1 | Q     |
| 2       | Robert Bart    | 52,7 | Q     |
| 3       | Harry Kane     | 52,7 |       |
| 4       | Karl Borgula   | 55,3 |       |

Bieg 4
| Miejsce | Zawodnik            | Czas | Uwagi |
| ------- | ------------------- | ---- | ----- |
| 1       | Bob Shaw            | 53,4 | Q     |
| 2       | Ilie Savel          | 54,0 | Q     |
| 3       | Josef Kost          | 54,4 |       |
| 4       | Gianfranco Fantuzzi | 55,2 |       |

Bieg 5
| Miejsce | Zawodnik         | Czas | Uwagi |
| ------- | ---------------- | ---- | ----- |
| 1       | Ossi Mildh       | 53,6 | Q     |
| 2       | Lars Ylander     | 53,8 | Q     |
| 3       | Wolfgang Fischer | 53,9 |       |
| 4       | Gheorghe Stanel  | 55,3 |       |

Bieg 6
| Miejsce | Zawodnik         | Czas | Uwagi |
| ------- | ---------------- | ---- | ----- |
| 1       | Guy Cury         | 52,9 | Q     |
| 2       | Antal Lippay     | 53,2 | Q     |
| 3       | Dirk Stoclet     | 54,4 |       |
| 4       | Rudolf Haidegger | 55,3 |       |

### Półfinały
Półfinał 1
| Miejsce | Zawodnik           | Czas | Uwagi |
| ------- | ------------------ | ---- | ----- |
| 1       | Anatolij Julin     | 51,6 | Q     |
| 2       | Guy Cury           | 51,7 | Q     |
| 3       | Ossi Mildh         | 51,8 | Q     |
| 4       | Sven Olov Eriksson | 52,0 |       |
| 5       | Armando Filiput    | 52,3 |       |
| 6       | Kurt Bonah         | 53,4 |       |

Półfinał 2
| Miejsce | Zawodnik      | Czas | Uwagi |
| ------- | ------------- | ---- | ----- |
| 1       | Jurij Litujew | 52,3 | Q     |
| 2       | Bob Shaw      | 52,5 | Q     |
| 3       | Antal Lippay  | 52,6 | Q     |
| 4       | Robert Bart   | 52,7 |       |
| 5       | Ilie Savel    | 53,3 |       |
| 6       | Lars Ylander  | 54,9 |       |

### Finał
| Miejsce | Zawodnik       | Czas | Uwagi |
| ------- | -------------- | ---- | ----- |
| 1       | Anatolij Julin | 50,5 | CR    |
| 2       | Jurij Litujew  | 50,8 |       |
| 3       | Ossi Mildh     | 51,5 | NR    |
| 4       | Guy Cury       | 51,8 |       |
| 5       | Bob Shaw       | 52,3 | NR    |
| 6       | Antal Lippay   | 52,4 | NR    |